# Гаплогруппа U4d (мтДНК)
Гаплогруппа U4d — гаплогруппа митохондриальной ДНК человека.

## Субклады
- U4d-a
  - U4d1
  - U4d2
  - U4d3
  - U4d-a1

## Палеогенетика

### Мезолит
Веретье (культура)
- Popovo2 __ Popovo1,I0963 (grave 4, MAE RAS 6836-4) __ Каргопольский район, Архангельская область, Россия __ 7500–5000 BCE __ М __ J* # U4d > U4d-a1*.[1][2]

- Min10 __ Minino __ Минино (Березниковский сельсовет), Вологодский район, Вологодская область, Россия __ 5650–4600 calBC __ Ж __ U4d.[3]

### Неолит
Могильники мариупольского типа
- Dereivka I  __ Дериевка, Александрийский район, Кировоградская область, Украина.[4]
  - I5891 | Grave 18 __ 5465-5310 calBCE (6375±20BP, PSUAMS-2687) __ M __ R (M651) > R-V88 # U4d
  - I4111 | Grave 123 __ 4722-4548 calBCE (5795±35 BP, PSUAMS-1910) __ Ж __ U4d

- Vil’nyanka (Volniensky) __ Вольнянка (Вольнянский район), Запорожская область, Украина.[4]
  - I5868 | Grave 27 __ 5467-5315 calBCE (6385±25 BP, PSUAMS-2807) __ M __ I (FGC2415) > I-CTS616 # U4d
  - I3714 | Grave 28 __ 5500-4800 BCE (7100 BP) __ M __ I2a2a (L59) # U4d

### Медный век
Хвалынская культура
- I0434 | SVP47 __ Khvalynsk II (grave 17) __ Хвалынский район, Саратовская область, Россия __ 5051-4860 calBCE (6070±25 BP, PSUAMS-4033) __ М __ Q1a (F2676) # U4a2 or U4d.[5][4][2]

### Железный век
Гандхарская культура
- I5396 __ Katelai (grave 36, single burial) __ Сват, Хайбер-Пахтунхва, Пакистан __ 904-817 calBCE (2715±20 BP, PSUAMS-2790) __ М __ J2a1 > J-Z7308 # U4d.[2]

## Публикации
2015
- Mathieson I, Lazaridis I, Rohland N; et al. (Декабрь 2015). Genome-wide patterns of selection in 230 ancient Eurasians. Nature. 528 (7583): 499–503. doi:10.1038/nature16152. PMC 4918750. PMID 26595274. {{cite journal}}: Явное указание et al. в: |author= (справка)Википедия:Обслуживание CS1 (множественные имена: authors list) (ссылка)

2018
- Mittnik A, Wang CC, Pfrengle S; et al. (Январь 2018). The genetic prehistory of the Baltic Sea region. Nature Communications. 9 (1). doi:10.1038/s41467-018-02825-9. PMC 5789860. PMID 29382937. {{cite journal}}: Явное указание et al. в: |author= (справка)Википедия:Обслуживание CS1 (множественные имена: authors list) (ссылка)
- Mathieson I, Alpaslan-Roodenberg S, Posth C; et al. (Март 2018). The genomic history of southeastern Europe. Nature. 555 (7695): 197–203. doi:10.1038/nature25778. PMC 6091220. PMID 29466330. {{cite journal}}: Явное указание et al. в: |author= (справка)Википедия:Обслуживание CS1 (множественные имена: authors list) (ссылка)

2019
- Narasimhan V., Patterson N., Moorjani P; et al. (Сентябрь 2019). The formation of human populations in South and Central Asia. Science. 365 (6457). doi:10.1126/science.aat7487. PMC 6822619. PMID 31488661. {{cite journal}}: Явное указание et al. в: |author= (справка)Википедия:Обслуживание CS1 (множественные имена: authors list) (ссылка)

2020
- Blöcher, Jens. Genetic variation related to the adaptation of humans to an agriculturalist lifestyle. Майнцский университет (24 апреля 2020).